# Machanapalli, Bagepalli
Machanapalli là một làng thuộc tehsil Bagepalli, huyện Chikkaballapur, bang Karnataka, Ấn Độ.